# Station Dedenhausen
Station Dedenhausen (Haltepunkt Dedenhausen) is een spoorwegstation in de Duitse plaats Dedenhausen, in de deelstaat Nedersaksen. Het station ligt aan de spoorlijn Berlijn - Lehrte.

## Indeling
Het station beschikt over twee zijperrons, die niet zijn overkapt, maar voorzien van abri's. De perrons zijn met elkaar verbonden via een viaduct in de K145. De perrons liggen aan de spoorlijn Berlijn - Lehrte met een baanvaksnelheid 200 km/h, waardoor de perrons deels zijn afgestreept uit oogpunt van de veiligheid. Aan beide zijde van het station zijn er parkeerterreinen en fietsenstallingen. De bushalte bevindt zich aan de noordzijde van het station in de straat Zum Bahnhof.

## Verbindingen
De volgende treinserie doet het station Dedenhausen aan:
| Serie | Treinsoort              | Route                                                         | Bijzonderheden |
| ----- | ----------------------- | ------------------------------------------------------------- | -------------- |
| RE 30 | Regional-Express (enno) | Hannover Hbf – Lehrte – Dedenhausen – Gifhorn – Wolfsburg Hbf |                |